# Astragalus hotkanensis
Astragalus hotkanensis es una especie de planta del género Astragalus, de la familia de las leguminosas, orden Fabales.

## Distribución
Astragalus hotkanensis se distribuye por Irán.

## Taxonomía
Fue descrita científicamente por Maassoumi & Mirtadz. Fue publicada en Iran. J. Bot. 12(1): 90 (-91; fig. 1) (2006).